# Jules Brandeleer
Jules Emile François Brandeleer (Saint-Gilles, 21 febbraio 1905 – ...) è stato un pallanuotista belga.
Ha partecipato alle Olimpiadi del 1928.